# Olympische Sommerspiele 2004/Leichtathletik – 400 m (Männer)
Der 400-Meter-Lauf der Männer bei den Olympischen Spielen 2004 in Athen wurde am 20., 21. und 23. August 2004 im Olympiastadion Athen ausgetragen. 62 Athleten nahmen teil.
Die US-Mannschaft erzielte einen dreifachen Erfolg. Jeremy Wariner gewann vor Otis Harris und Derrick Brew.
Mit Ingo Schultz ging ein Deutscher an den Start. Schultz schied im Halbfinale aus.

Athleten aus der Schweiz, Österreich und Liechtenstein nahmen nicht teil.

## Aktuelle Titelträger
| Olympiasieger 2000                      | Michael Johnson ( USA)              | 43,84 s | Sydney 2000        |
| Weltmeister 2003                        | Tyree Washington ( USA)             | 44,77 s | Paris 2003         |
| Europameister 2002                      | Ingo Schultz ( Deutschland)         | 45,14 s | München 2002       |
| Panamerikanischer Meister 2003          | Mitch Potter ( USA)                 | 45,11 s | Santo Domingo 2003 |
| Zentralamerika und Karibik-Meister 2003 | Alleyne Francique ( Grenada)        | 45,27 s | St. George’s 2003  |
| Südamerika-Meister 2003                 | William José Hernández ( Venezuela) | 45,81 s | Barquisimeto 2003  |
| Asienmeister 2003                       | Fawzi al-Shammari ( Kuwait)         | 45,16 s | Manila 2003        |
| Afrikameister 2004                      | Éric Milazar ( Mauritius)           | 45,03 s | Brazzaville 2004   |
| Ozeanienmeister 2002                    | Jeffrey Bai ( Papua-Neuguinea)      | 49,03 s | Christchurch 2002  |

## Rekorde

### Bestehende Rekorde
| Weltrekord         | 43,18 s | Michael Johnson ( USA) | Sevilla, Spanien       | 26. August 1999 |
| Olympischer Rekord | 43,49 s | Michael Johnson ( USA) | Finale OS Atlanta, USA | 29. Juli 1996   |

Der bestehende olympische Rekord wurde bei diesen Spielen nicht erreicht. Die schnellste Zeit erzielte der US-amerikanische Olympiasieger Jeremy Wariner mit 44,00 s im Finale am 22. August. Den Olympiarekord verfehlte er damit um 51 Hundertstelsekunden. Zum Weltrekord fehlten ihm 82 Hundertstelsekunden.

### Rekordverbesserung
Es wurde ein Landesrekord aufgestellt:
- 45,48 s – Kalayathumkuzhi Binu (Indien), fünfter Vorlauf

## Doping
Der im zweiten Halbfinalrennen auf Platz vier eingelaufene Russe Anton Galkin wurde nachträglich wegen Dopingmissbrauchs disqualifiziert. In seiner Dopingprobe wurde Stanozolol nachgewiesen.
Benachteiligt wurde California Molefe aus Botswana, der über seine Zeit eigentlich im Halbfinale startberechtigt gewesen wäre.

## Vorrunde
Insgesamt wurden acht Vorläufe absolviert. Für das Halbfinale qualifizierten sich pro Lauf die ersten zwei Athleten (hellblau unterlegt). Darüber hinaus kamen die acht Zeitschnellsten, die sogenannten Lucky Loser (hellgrün unterlegt), weiter.
Anmerkung: Alle Zeitangaben sind auf Ortszeit Athen (UTC+2) bezogen.

### Vorlauf 1
20. August 2004, 21:10 Uhr
| Platz | Name              | Nation        | Zeit (s) |
| ----- | ----------------- | ------------- | -------- |
| 1     | Alleyne Francique | Grenada       | 45,32    |
| 2     | Davian Clarke     | Jamaika       | 45,54    |
| 3     | Marcus La Grange  | Südafrika     | 45,95    |
| 4     | Piotr Klimczak    | Polen         | 46,23    |
| 5     | Jun Osakada       | Japan         | 46,39    |
| 6     | Lloyd Zvasiya     | Simbabwe      | 47,19    |
| 7     | David Canal       | Spanien       | 47,23    |
| 8     | Danilson Ricciuli | Guinea-Bissau | 49,27    |

### Vorlauf 2

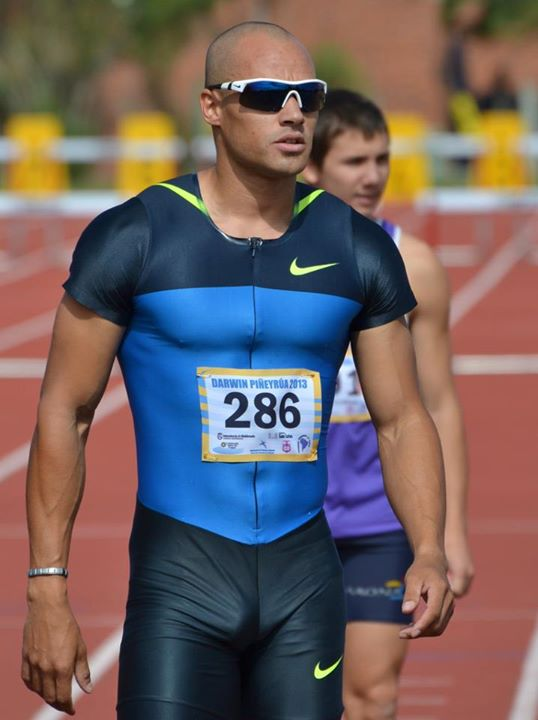
Andrés Silva – ausgeschieden als Sechster des zweiten Vorlaufs

20. August 2004, 21:16 Uhr
| Platz | Name                    | Nation       | Zeit (s) |
| ----- | ----------------------- | ------------ | -------- |
| 1     | Chris Brown             | Bahamas      | 45,09    |
| 2     | Otis Harris             | USA          | 45,11    |
| 3     | Éric Milazar            | Mauritius    | 45,34    |
| 4     | Casey Vincent           | Australien   | 46,09    |
| 5     | Vincent Mumo Kiilu      | Kenia        | 46,31    |
| 6     | Andrés Silva            | Uruguay      | 46,48    |
| 7     | Stilianos Dimotsios     | Griechenland | 46,51    |
| 8     | Abdulla Mohamed Hussein | Somalia      | 51,52    |

### Vorlauf 3
20. August 2004, 21:22 Uhr
| Platz | Name               | Nation                       | Zeit (s) | Anmerkung                     |
| ----- | ------------------ | ---------------------------- | -------- | ----------------------------- |
| 1     | Yeimer López       | Kuba                         | 45,44    |                               |
| 2     | Alejandro Cárdenas | Mexiko                       | 45,46    |                               |
| 3     | Gary Kikaya        | Demokratische Republik Kongo | 45,57    |                               |
| 4     | Ato Stephens       | Trinidad und Tobago          | 46,29    |                               |
| 5     | Mitsuhiro Satō     | Japan                        | 46,70    |                               |
| 6     | Takeshi Fujiwara   | El Salvador                  | 48,46    |                               |
| 7     | Youba Hmeida       | Mauretanien                  | 49,18    |                               |
| DOP   | Anton Galkin       | Russland                     | 45,43    | für das Halbfinale zugelassen |

### Vorlauf 4

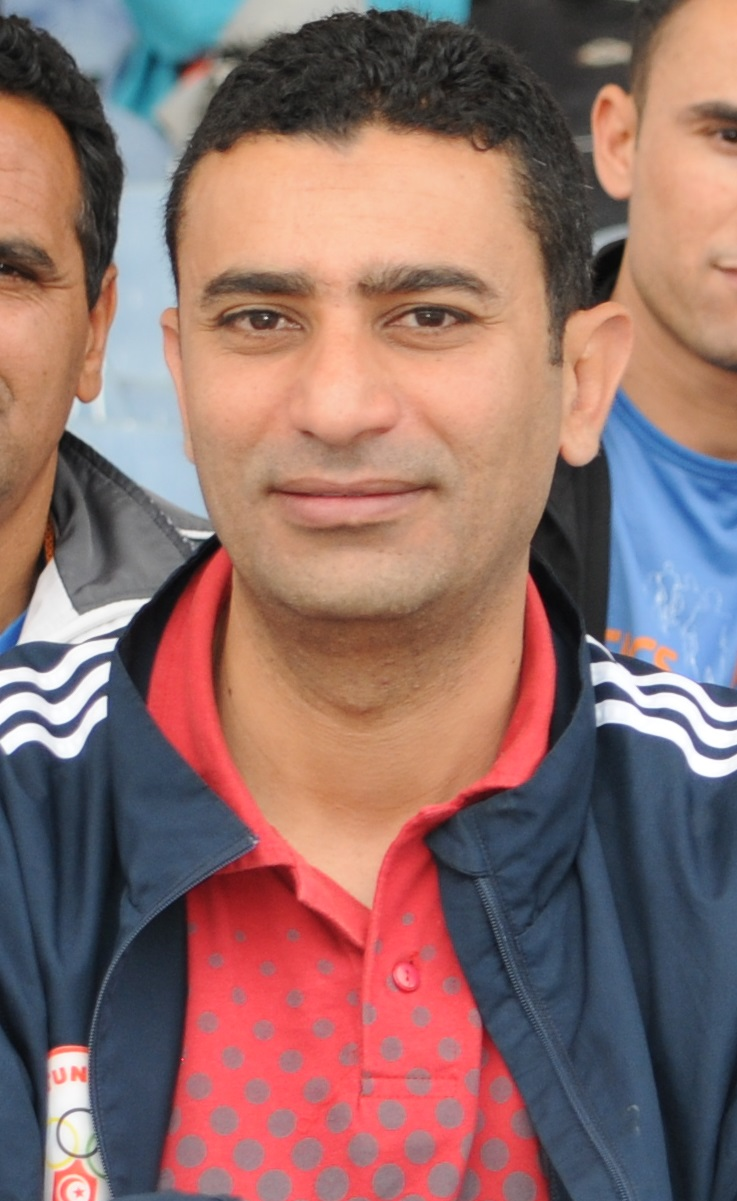
Rohan Pradeep Kumara – ausgeschieden als Fünfter des vierten Vorlaufs

20. August 2004, 21:28 Uhr
| Platz | Name                    | Nation                       | Zeit (s) |
| ----- | ----------------------- | ---------------------------- | -------- |
| 1     | Derrick Brew            | USA                          | 45,41    |
| 2     | Brandon Simpson         | Jamaika                      | 45,61    |
| 3     | Sofiane Labidi          | Tunesien                     | 46,04    |
| 4     | Daniel Caines           | Großbritannien               | 46,15    |
| 5     | Rohan Pradeep Kumara    | Sri Lanka                    | 46,20    |
| 6     | Evans Marie             | Seychellen                   | 48,23    |
| DNS   | Lezin Elongo Ngoyikonda | Demokratische Republik Kongo |          |

### Vorlauf 5
20. August 2004, 21:34 Uhr
| Platz | Name                  | Nation                  | Zeit (s) | Anmerkung                                  |
| ----- | --------------------- | ----------------------- | -------- | ------------------------------------------ |
| 1     | Carlos Santa          | Dominikanische Republik | 45,31    |                                            |
| 2     | Lewis Banda           | Simbabwe                | 45,37    |                                            |
| 3     | Kalayathumkuzhi Binu  | Indien                  | 45,48    | NR                                         |
| 4     | Cédric Van Branteghem | Belgien                 | 45,70    |                                            |
| 5     | California Molefe     | Botswana                | 45,88    | eigentlich für das Halbfinale qualifiziert |
| 6     | Chris Lloyd           | Dominica                | 47,98    |                                            |
| 7     | Fawzi al-Shammari     | Kuwait                  | 48,25    |                                            |
| 8     | Saeed Ali al-Adhreai  | Jemen                   | 49,39    |                                            |

### Vorlauf 6

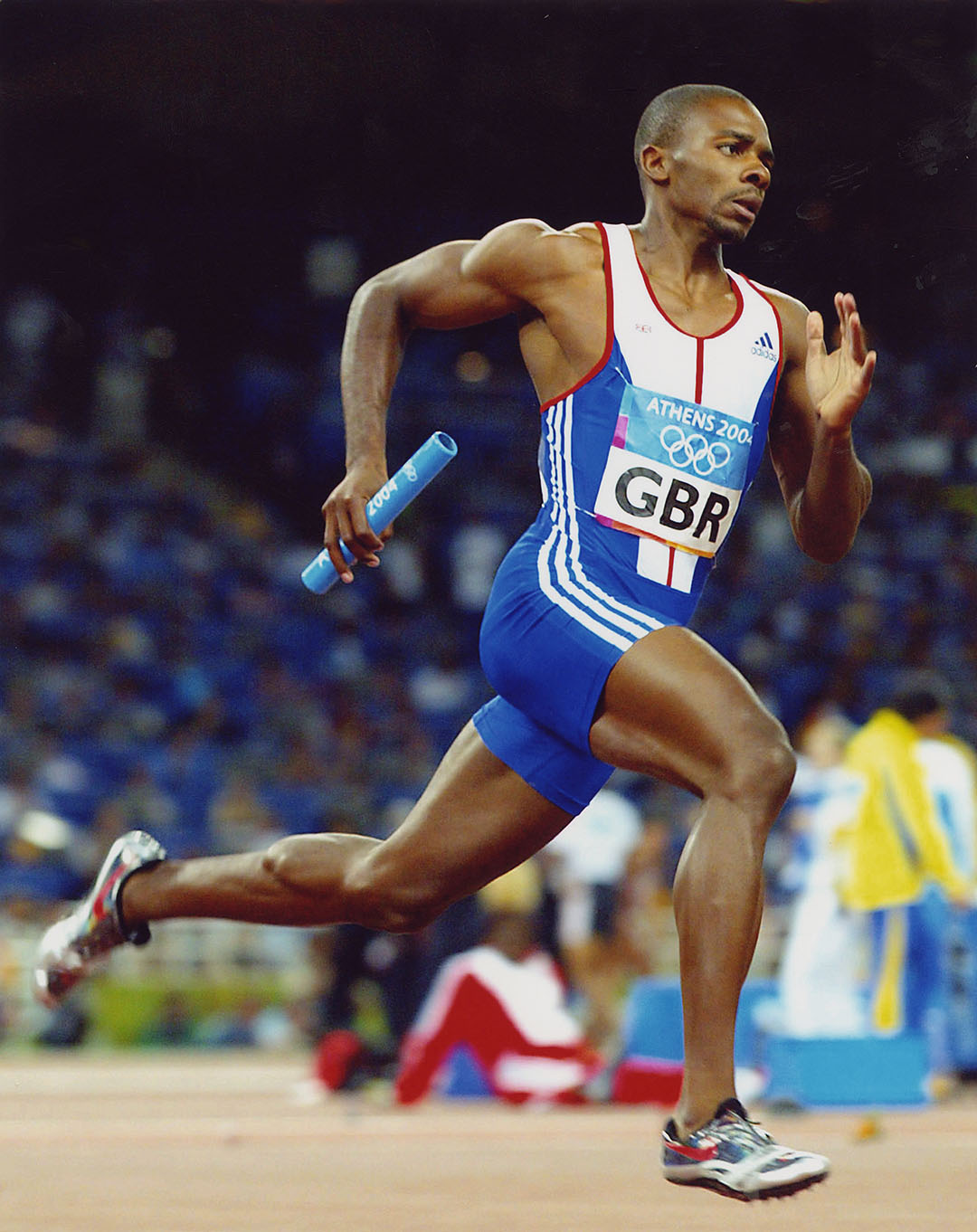
Malachi Davis (hier als Staffelläufer) erreichte als Fünfter des sechsten Vorlaufs nicht das Semifinale

20. August 2004, 21:40 Uhr
| Platz | Name                    | Nation         | Zeit (s) |
| ----- | ----------------------- | -------------- | -------- |
| 1     | Jeremy Wariner          | USA            | 45,56    |
| 2     | Ingo Schultz            | Deutschland    | 45,88    |
| 3     | Young Talkmore Nyongani | Simbabwe       | 46,03    |
| 4     | Zsolt Szeglet           | Ungarn         | 46,16    |
| 5     | Malachi Davis           | Großbritannien | 46,28    |
| 6     | Oleg Mischukow          | Russland       | 46,41    |
| 7     | Dadi Denis              | Haiti          | 47,57    |
| DNF   | Victor Kibet            | Kenia          |          |

### Vorlauf 7

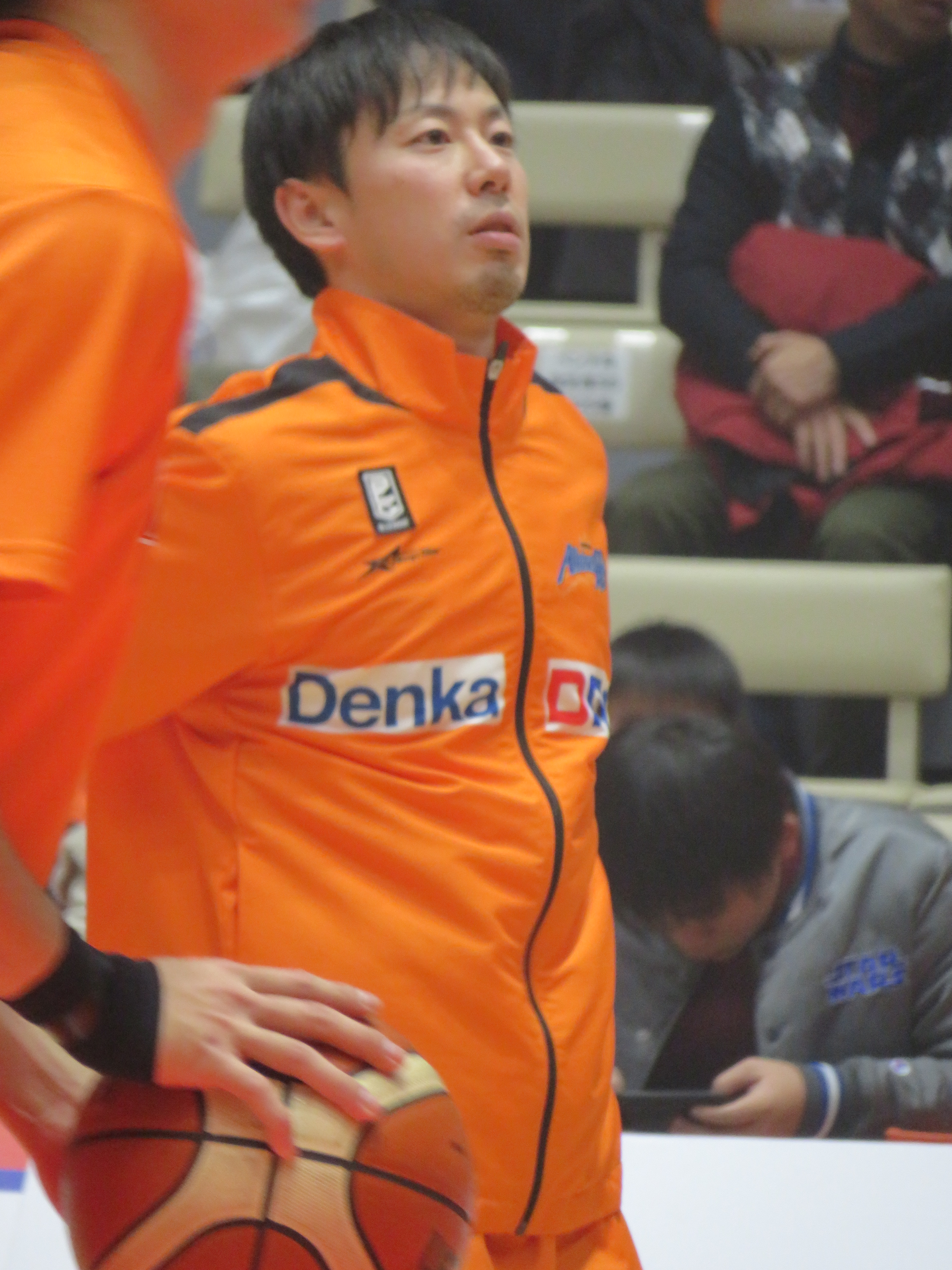
Yuki Yamaguchi – ausgeschieden als Fünfter des siebten Vorlaufs

20. August 2004, 21:46 Uhr
| Platz | Name                  | Nation        | Zeit (s) |
| ----- | --------------------- | ------------- | -------- |
| 1     | Michael Blackwood     | Jamaika       | 45,23    |
| 2     | Hamdan al-Bishi       | Saudi-Arabien | 45,31    |
| 3     | Saul Weigopwa         | Nigeria       | 45,59    |
| 4     | Matija Šestak         | Slowenien     | 45,88    |
| 5     | Yuki Yamaguchi        | Japan         | 46,16    |
| 6     | Nagmeldin Ali Abubakr | Sudan         | 46,32    |
| 7     | Sajid Muhammad        | Pakistan      | 47,45    |
| 8     | Moses Kamut           | Vanuatu       | 48,14    |

### Vorlauf 8
20. August 2004, 21:52 Uhr
| Platz | Name                      | Nation         | Zeit (s) |
| ----- | ------------------------- | -------------- | -------- |
| 1     | Leslie Djhone             | Frankreich     | 45,40    |
| 2     | Ezra Sambu                | Kenia          | 45,59    |
| 3     | Timothy Benjamin          | Großbritannien | 45,69    |
| 4     | Clinton Hill              | Australien     | 45,89    |
| 5     | Adem Hecini               | Algerien       | 46,50    |
| 6     | Luis Luna                 | Venezuela      | 47,92    |
| 7     | Jonnie Lowe               | Honduras       | 48,06    |
| 8     | Anderson Jorge dos Santos | Brasilien      | 48,77    |

## Halbfinale
Für das Finale qualifizierten sich in den drei Halbfinalläufen die ersten zwei Athleten (hellblau unterlegt). Darüber hinaus kamen die zwei Zeitschnellsten, die sogenannten Lucky Loser (hellgrün unterlegt), weiter.

### Lauf 1

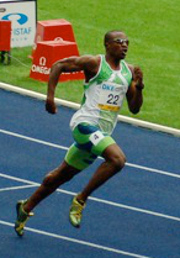
Gary Kikaya – ausgeschieden als Sechster des ersten Halbfinals
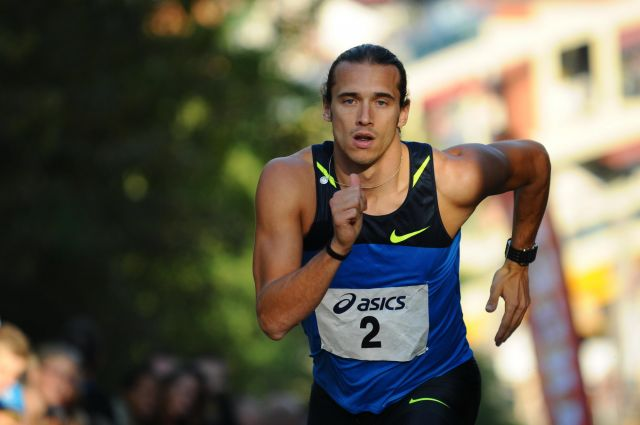
Cédric Van Branteghem – ausgeschieden als Achter des ersten Halbfinals

21. August 2004, 21:15 Uhr
| Platz | Name                  | Nation                       | Zeit (s) |
| ----- | --------------------- | ---------------------------- | -------- |
| 1     | Jeremy Wariner        | USA                          | 44,87    |
| 2     | Michael Blackwood     | Jamaika                      | 45,00    |
| 3     | Leslie Djhone         | Frankreich                   | 45,01    |
| 4     | Lewis Banda           | Simbabwe                     | 45,23    |
| 5     | Éric Milazar          | Mauritius                    | 45,23    |
| 6     | Gary Kikaya           | Demokratische Republik Kongo | 45,58    |
| 7     | Ezra Sambu            | Kenia                        | 45,84    |
| 8     | Cédric Van Branteghem | Belgien                      | 46,03    |

### Lauf 2

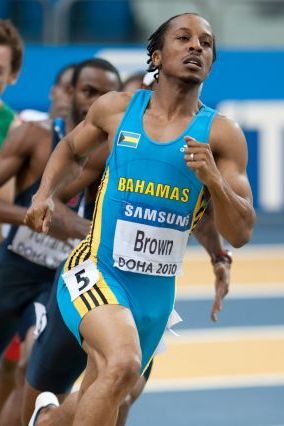
Chris Brown – ausgeschieden als Dritter des zweiten Halbfinals

21. August 2004, 21:22 Uhr
| Platz | Name                 | Nation    | Zeit (s) |
| ----- | -------------------- | --------- | -------- |
| 1     | Derrick Brew         | USA       | 45,05    |
| 2     | Davian Clarke        | Jamaika   | 45,27    |
| 3     | Chris Brown          | Bahamas   | 45,31    |
| 4     | Yeimer López         | Kuba      | 45,52    |
| 5     | Alejandro Cárdenas   | Mexiko    | 45,64    |
| 6     | Kalayathumkuzhi Binu | Indien    | 45,97    |
| 7     | Matija Šestak        | Slowenien | 46,54    |
| DOP   | Anton Galkin         | Russland  | 45,34    |

### Lauf 3

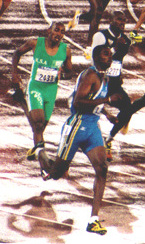
Hamdan al-Bishi (in Grün) – ausgeschieden als Fünfter des dritten Halbfinals
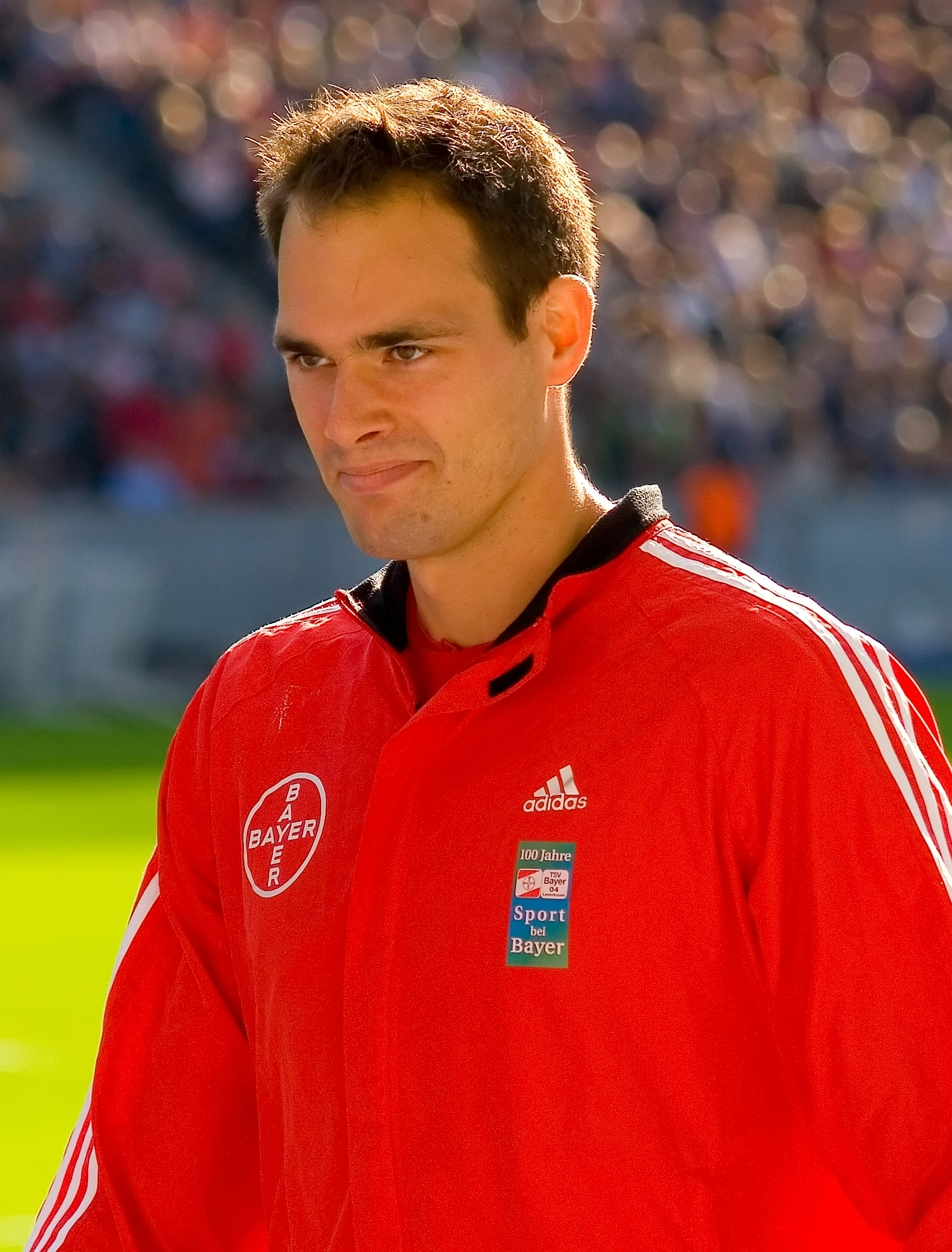
Ingo Schultz – ausgeschieden als Siebter des dritten Halbfinals

21. August 2004, 21:29 Uhr
| Platz | Name              | Nation                  | Zeit (s) |
| ----- | ----------------- | ----------------------- | -------- |
| 1     | Brandon Simpson   | Jamaika                 | 44,97    |
| 2     | Otis Harris       | USA                     | 44,99    |
| 3     | Alleyne Francique | Grenada                 | 45,08    |
| 4     | Carlos Santa      | Dominikanische Republik | 45,58    |
| 5     | Hamdan al-Bishi   | Saudi-Arabien           | 45,59    |
| 6     | Saul Weigopwa     | Nigeria                 | 45,67    |
| 7     | Ingo Schultz      | Deutschland             | 46,23    |
| 8     | Timothy Benjamin  | Großbritannien          | 46,28    |

## Finale
23. August 2004, 21:05 Uhr
| Platz | Name              | Nation     | Zeit (s) |
| ----- | ----------------- | ---------- | -------- |
| 1     | Jeremy Wariner    | USA        | 44,00    |
| 2     | Otis Harris       | USA        | 44,16    |
| 3     | Derrick Brew      | USA        | 44,42    |
| 4     | Alleyne Francique | Grenada    | 44,66    |
| 5     | Brandon Simpson   | Jamaika    | 44,76    |
| 6     | Davian Clarke     | Jamaika    | 44,83    |
| 7     | Leslie Djhone     | Frankreich | 44,94    |
| 8     | Michael Blackwood | Jamaika    | 45,55    |

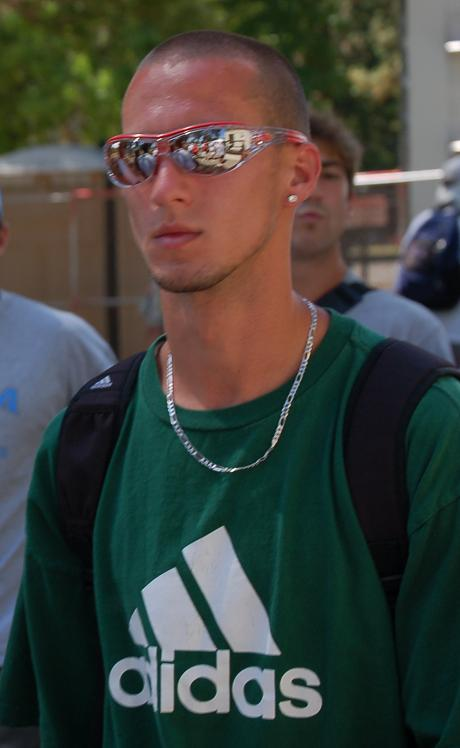
Am Ende setzte sich Jeremy Wariner durch

Für das Finale hatten sich alle drei US-Amerikaner sowie alle drei Jamaikaner qualifiziert. Komplettiert wurde das Finalfeld durch je einen Starter aus Frankreich und Grenada.
Favoriten waren vor allem Alleyne Francique aus Grenada sowie die drei US-Athleten Jeremy Wariner, Otis Harris und Derrick Brew.
Im Finalrennen lagen die US-Läufer nach der Hälfte des Rennens in Führung. Harris war vorn, nicht weit dahinter folgten Wariner und Brew. Eingangs der Zielgeraden hatte Wariner zu Harris aufgeschlossen. Die beiden lieferten sich einen spannenden Zweikampf. Am Schluss behielt Jeremy Wariner die Oberhand und gewann mit einem Meter Vorsprung olympisches Gold. Otis Harris errang die Silbermedaille, Derrick Brew folgte auf Platz drei. Alleyne Francique wurde Vierter vor den beiden Jamaikanern Brandon Simpson und Davian Clarke. Der Franzose Leslie Djhone belegte als bester Europäer den siebten Platz.
Im 25. olympischen Finale gewann Jeremy Wariner die achtzehnte Goldmedaille für die USA im 400-Meter-Lauf. Es war der sechste US-Sieg in Folge. Zugleich war es der insgesamt vierte Dreifacherfolg für die USA in dieser Disziplin.

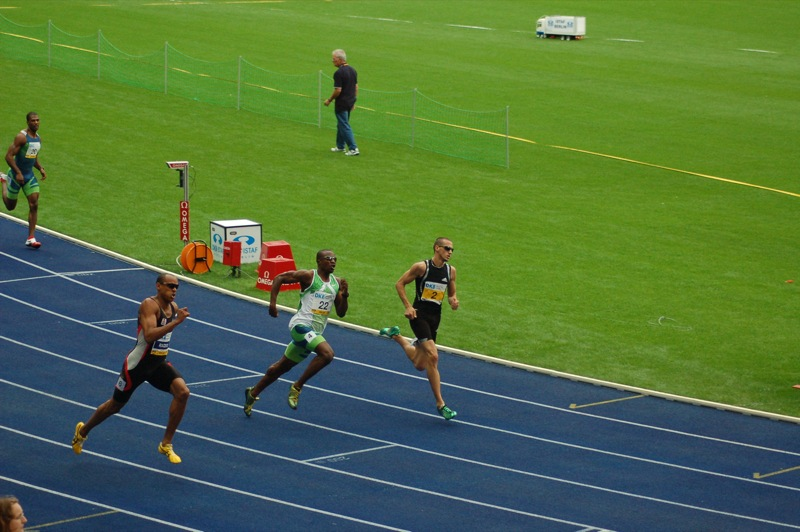
Derrick Brew (links, in einem Rennen des Jahres 2006) gewann Bronze
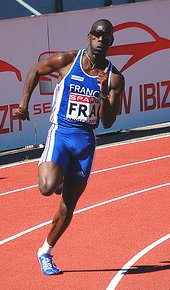
Leslie Djhone wurde als bester Europäer Olympiasiebter

## Video
- Jeremy Wariner 400m Final, 44.00 - 2004 Athens Olympics, youtube.com, abgerufen am 14. Februar 2022